# Eussoia
Eussoia là một chi ốc có mài nhỏ, là động vật thân mềm chân bụng sống ở biển trong họ Assimineidae.

## Các loài
Các loài trong chi Eussoia gồm có:
- Eussoia leptodonta Nevill, 1881[2]